# Ormetica zenzeroides
Ormetica zenzeroides là một loài bướm đêm thuộc phân họ Arctiinae, họ Erebidae.